# Klještani (Vlasenica)
Pour les articles homonymes, voir Klještani.
Klještani (en serbe cyrillique : Кљештани) est un village de Bosnie-Herzégovine. Il est situé dans la municipalité de Vlasenica et dans la république serbe de Bosnie. Selon les premiers résultats du recensement bosnien de 2013, il compte 25 habitants.
Avant la guerre de Bosnie-Herzégovine, le village faisait entièrement partie de la municipalité de Vlasenica ; après la guerre, son territoire a été partiellement rattaché à la municipalité de Kladanj, intégrée à la fédération de Bosnie-et-Herzégovine.

## Démographie

### Évolution historique de la population dans la localité
| 1948 | 1953 | 1961 | 1971 | 1981 | 1991 | 2013 |
| ---- | ---- | ---- | ---- | ---- | ---- | ---- |
| -    | -    | 126  | 156  | 123  | 82,  | 25   |

|  |

### Répartition de la population par nationalités (1991)
En 1991, les 82 habitants du village étaient tous serbes.